# 卡爾維納縣

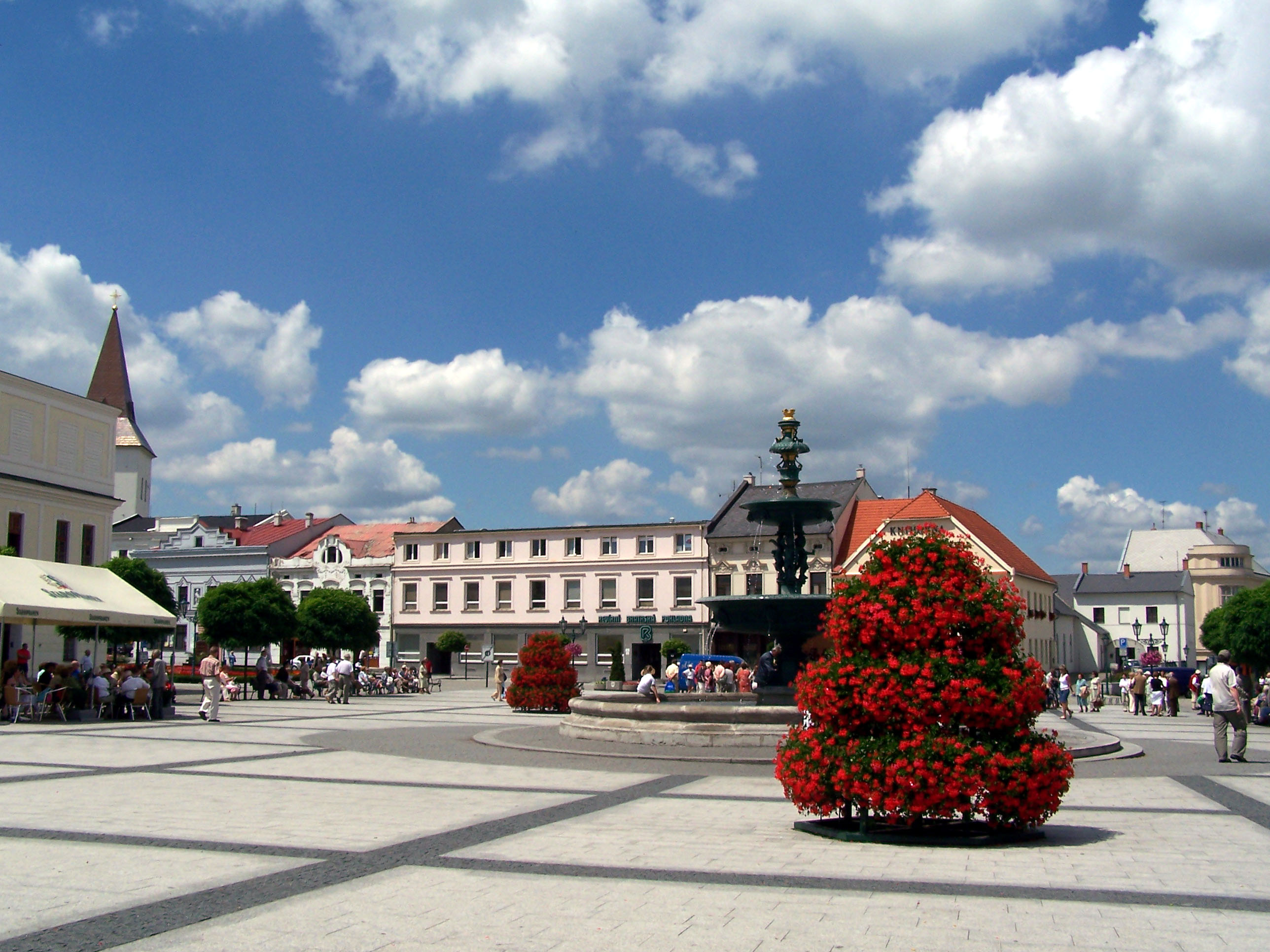

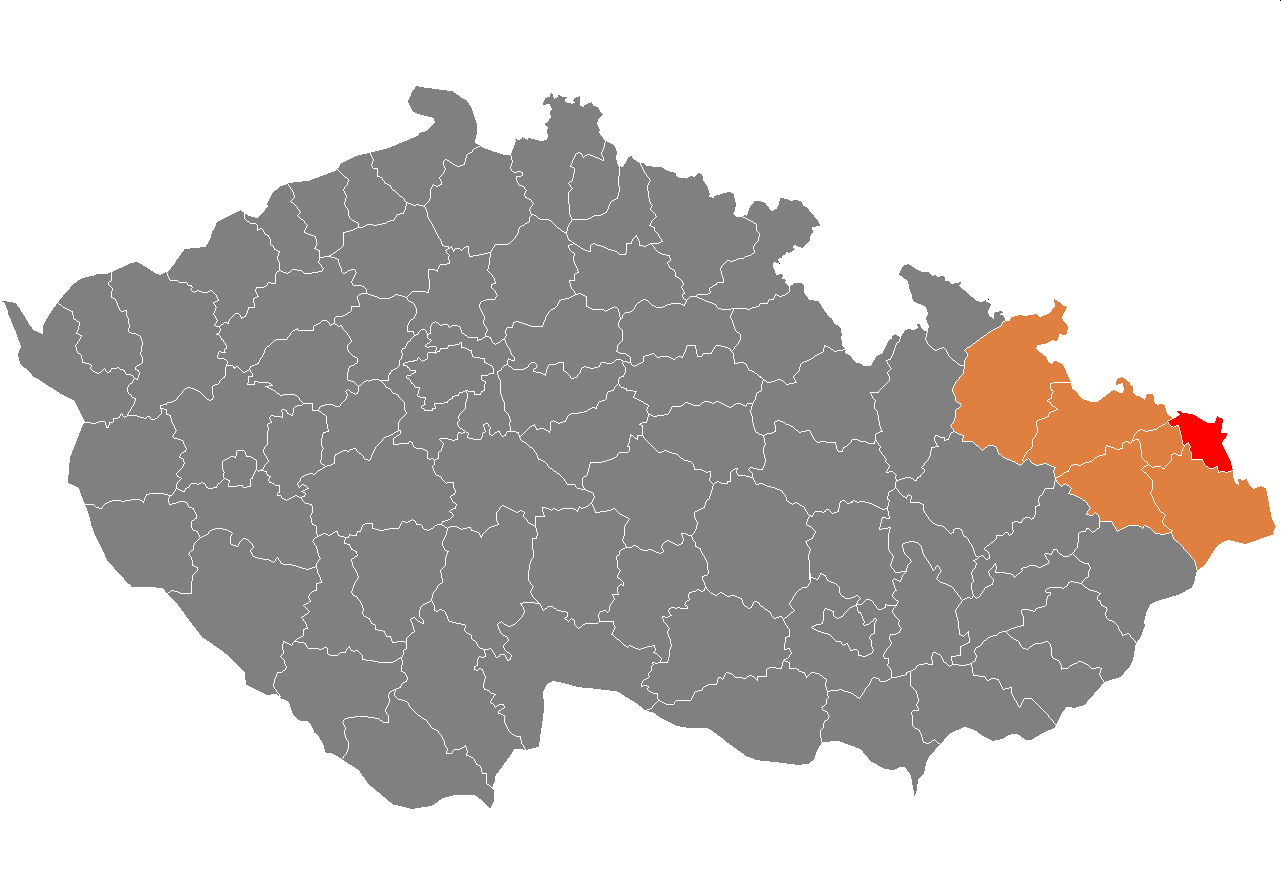

49°51′15″N 18°32′34″E / 49.85417°N 18.54278°E
卡爾維納縣（捷克語：Okres Karviná），是捷克的縣份，位於該國東北部，由摩拉維亞-西里西亞州負責管轄，首府設於卡爾維納，面積356平方公里，2010年人口271,332，人口密度每平方公里762人。